# Adenocarpus ombriosus
Adenocarpus ombriosus är en ärtväxtart som beskrevs av Ceballo och Ortuno. Adenocarpus ombriosus ingår i släktet Adenocarpus och familjen ärtväxter. IUCN kategoriserar arten globalt som starkt hotad. Inga underarter finns listade i Catalogue of Life.